# Cuarny
Cuarny är en ort och kommun i distriktet Jura-Nord vaudois i kantonen Vaud, Schweiz. Kommunen har 242 invånare (2023).